# Sidi Ahmed Essayeh
Sidi Ahmed Essayeh  (in arabo سيدي أحمد السايح‎?) è un centro abitato e comune rurale del Marocco situato nella provincia di Essaouira, regione di Marrakech-Safi. Conta una popolazione di 6 198 abitanti (censimento 2014).